# Shine On (álbum de Sarah McLachlan)
Shine On é o oitavo álbum de estúdio da cantora e compositora canadense Sarah McLachlan. Ele foi lançado em 6 de março de 2016, pela Verve Records, e foi gravado em Montreal e Vancouver por Pierre Marchand, que já trabalha com McLaghlan há anos.

## Antecedentes
Três anos após lançar seu último álbum de estúdio, Laws of Illusion (2010), Sarah McLachlan começou a trabalhar em um material para o seu novo trabalho, com o seu colaborar e produtor de longa data, Pierre Marchand. Ele foi o co-escritor de canções como "Adia" e "Building a Mystery", e recentemente havia trabalhado com o produtor musical Bob Rock e o tecladista Vincent Jones. Em janeiro de 2014, ela assinou um contrato com o selo Verve Records, para viabilizar o projeto.

## Escrita e gravação
Em um comunicado à imprensa, Sarah McLachlan explicou que o novo álbum foi inspirado, entre outros, pela morte de seu pai e sua própria valorização da vida. "Este álbum é sobre a mudança ocorrida na segunda metade da minha vida, de uma forma mais consciente e significativa, reconhecendo que a cada dia, cada momento é precioso e, embora todos nós tenhamos nossos próprios problemas, questionamentos, nossas perdas e nossos danos, nós temos a capacidade de continuar aprendendo e crescer a partir de nossas experiências", disse em entrevista.

## Divulgação
Em 30 de janeiro de 2014, a cantora canadense interpretou "Beautiful Girl" no programa The Tonight Show with Jay Leno. Em 1 de abril de 2014, "In Your Shoes" foi lançado como primeira canção de trabalho do álbum.

## Lista de faixas
| N.º | Título                      | Compositor(es)                              | Duração |  |
| 1.  | "In Your Shoes"             | Sarah McLachlan Luke Doucet Pierre Marchand | 3:53    |  |
| 2.  | "Flesh and Blood"           | Blair Dally Hillary Lindsey McLachlan       | 4:19    |  |
| 3.  | "Monsters"                  | McLachlan Marchand                          | 3:13    |  |
| 4.  | "Broken Heart"              | McLachlan Marchand                          | 3:18    |  |
| 5.  | "Surrender and Certainty"   | McLachlan                                   | 4:47    |  |
| 6.  | "Song for My Father"        | McLachlan Tom Douglas                       | 3:17    |  |
| 7.  | "Turn the Lights Down Low"  | McLachlan Donald Felder                     | 3:56    |  |
| 8.  | "Love Beside Me"            | McLachlan Douglas Matt Morris               | 4:37    |  |
| 9.  | "Brink of Destruction"      | McLachlan Marchand                          | 3:58    |  |
| 10. | "Beautiful Girl"            | McLachlan Doucet                            | 3:34    |  |
| 11. | "The Sound that Love Makes" | Doucet                                      | 2:17    |  |

| Versão de luxo |                        |                         |         |  |
| N.º            | Título                 | Compositor(es)          | Duração |  |
| 12.            | "What's It Gonna Take" | McLachlan               | 3:02    |  |
| 13.            | "Little B"             | McLachlan Frank Giustra | 2:45    |  |

## Paradas e certificações
| Parada (2014)                  | Melhor posição |
| ------------------------------ | -------------- |
| Austrália (ARIA)               | 26             |
| Canadá (Billboard)             | 1              |
| Estados Unidos (Billboard 200) | 4              |
| Holanda (MegaCharts)           | 97             |
| Reino Unido (OCC)              | 71             |

| País                                | Certificação | Vendas  |
| ----------------------------------- | ------------ | ------- |
| Canadá (Music Canada)               | Ouro         | 40.000* |
| *informação baseada na certificação |              |         |